# Raffaello Leonardo
Raffaello Leonardo, né le 1er mai 1973 à Naples, est un rameur italien.

## Biographie

### Palmarès

#### Aviron aux Jeux olympiques
- 2004 à Athènes,  Grèce
  -  Médaille de bronze en quatre sans barreur[1]

#### Championnats du monde d'aviron
- 1994 à Indianapolis,  États-Unis
  -  Médaille d'or
- 1995 à Tampere,  Finlande
  -  Médaille d'or
- 2002 à Séville,  Espagne
  -  Médaille de bronze
- 2005 à Gifu,  Japon
  -  Médaille d'argent